# Ваттенгайм
Ваттенгайм (нім. Wattenheim) — громада в Німеччині, розташована в землі Рейнланд-Пфальц. Входить до складу району Бад-Дюркгайм. Складова частина об'єднання громад Геттенляйдельгайм.
Площа — 12,53 км2. Населення становить 1605 ос. (станом на 31 грудня 2020).

## Галерея

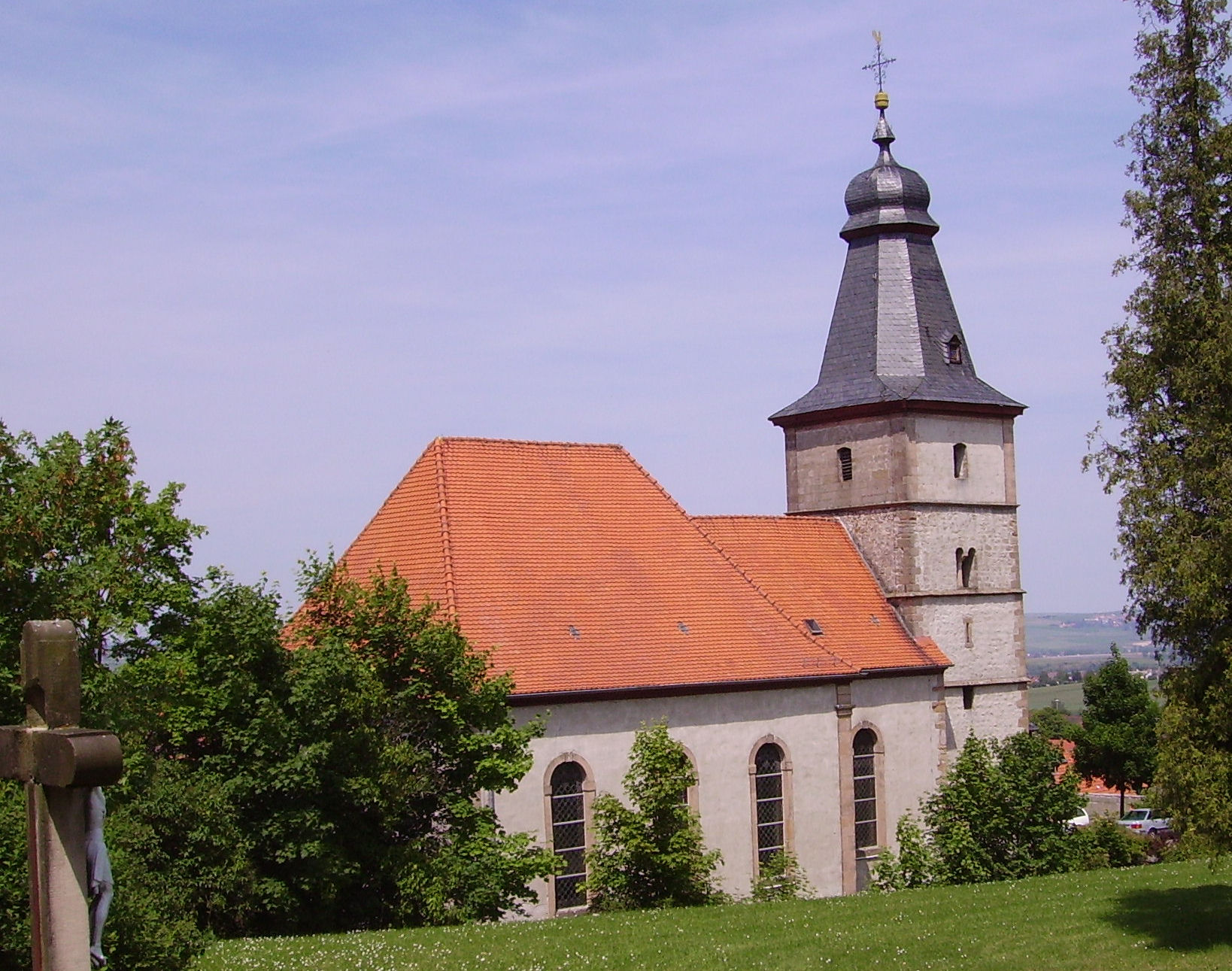
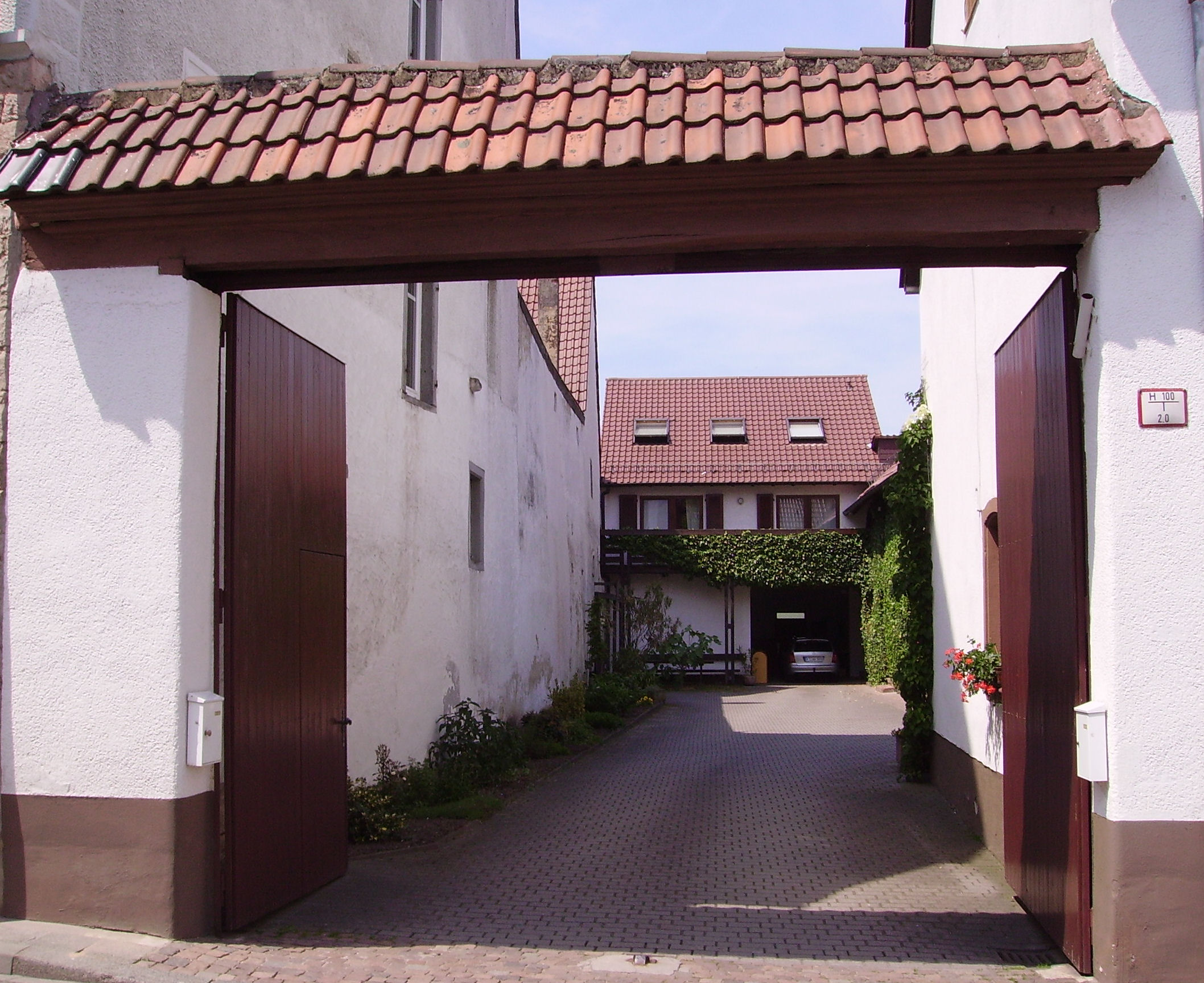
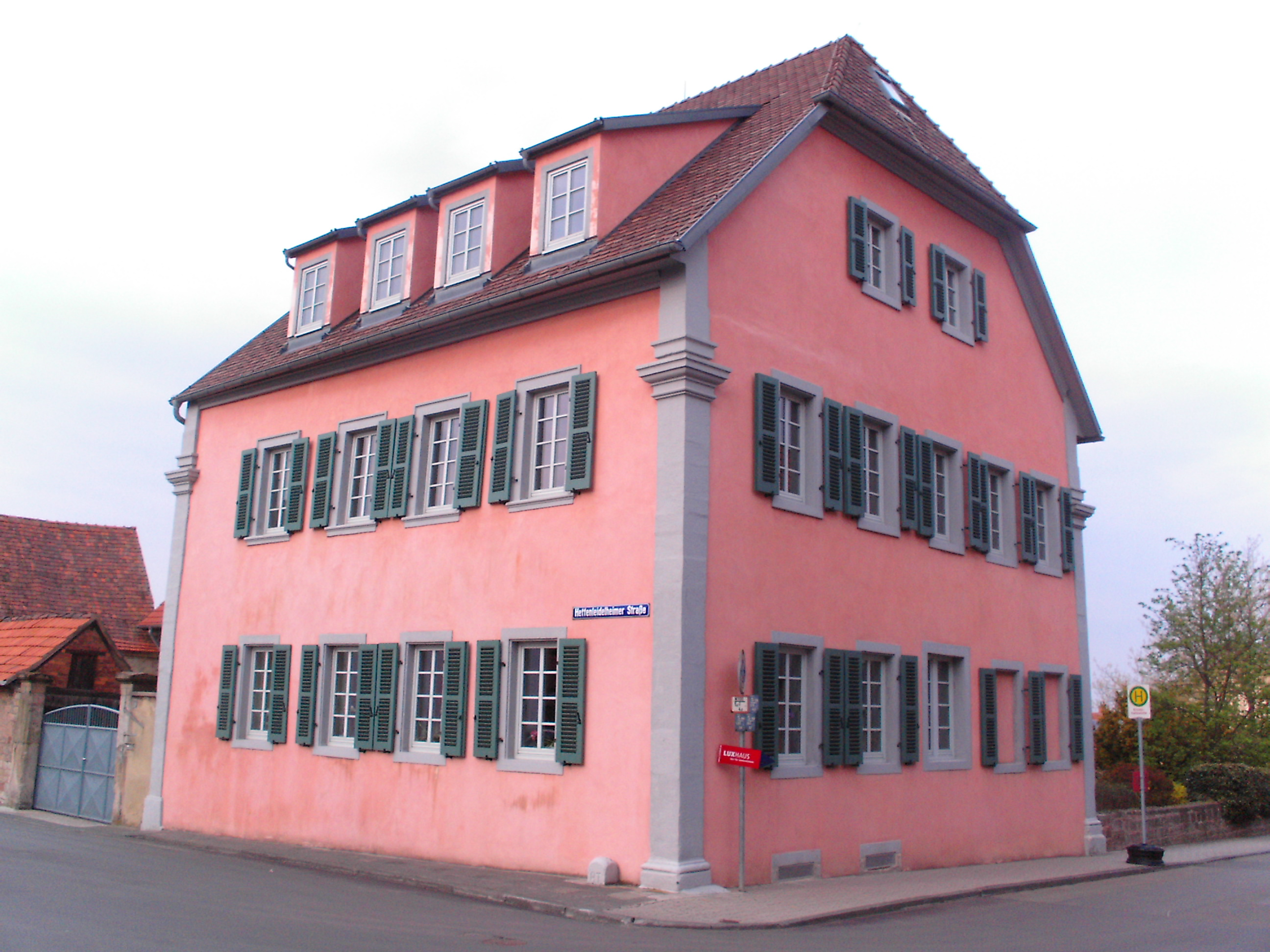
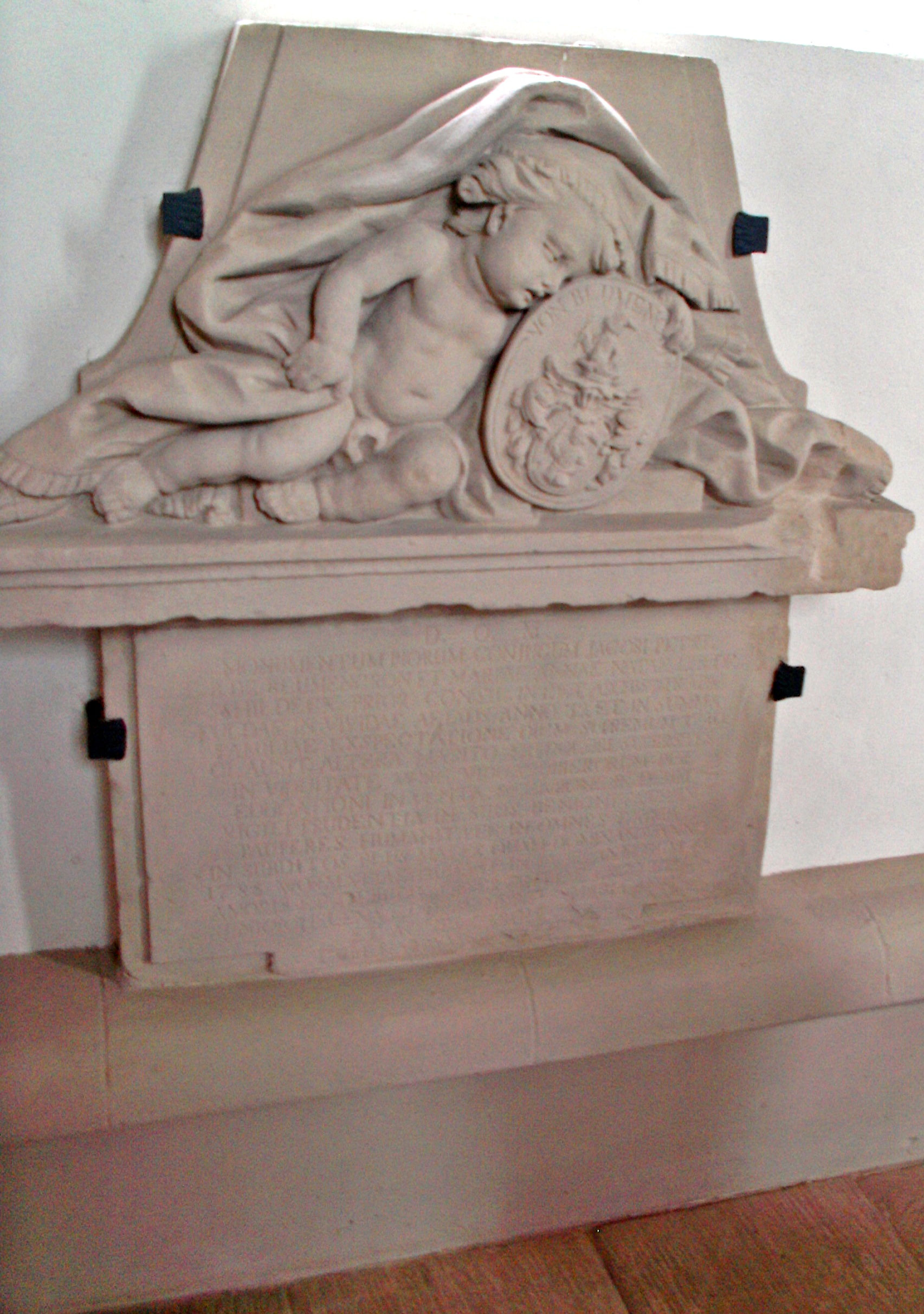
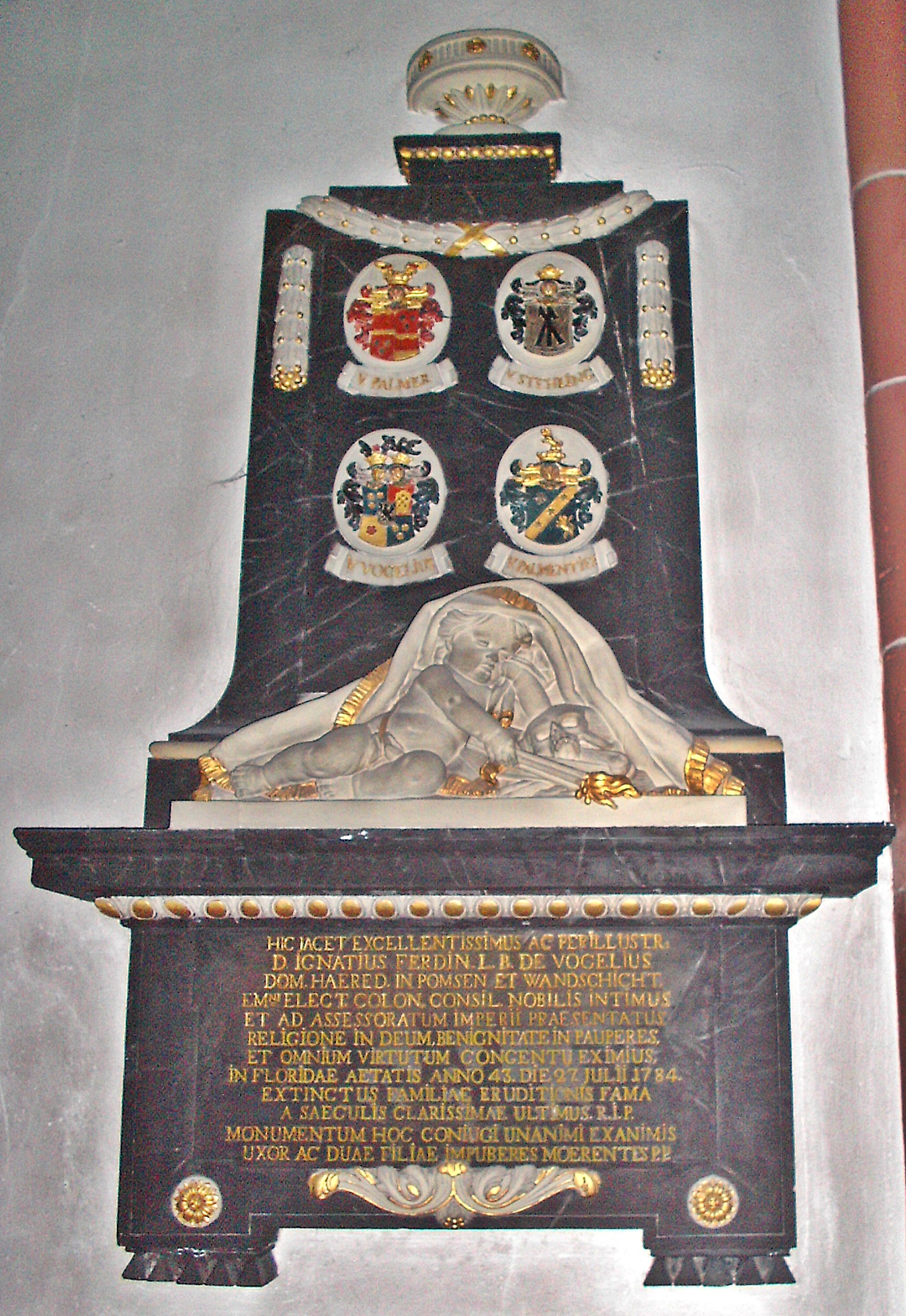
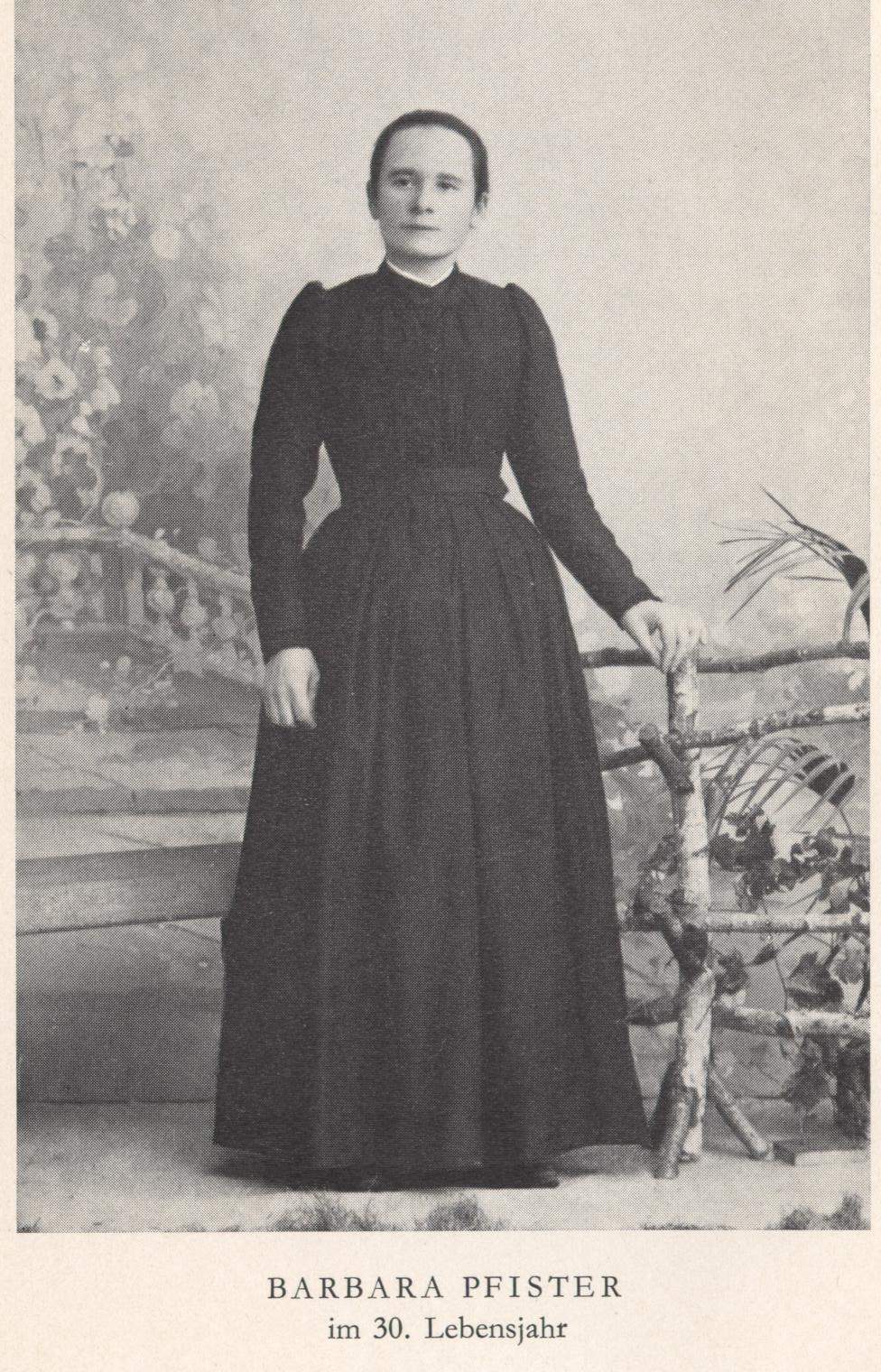